# Marc Liyanage
Marc Liyanage (Amburgo, 9 febbraio 1990) è un cestista tedesco.

## Palmarès
- Coppa di Germania: 1

Alba Berlino: 2016